# México en los Juegos Olímpicos de la Juventud Singapur 2010
México participa en la 2010 Juventud de Verano olimpiada en Singapur.
El equipo mexicano incluye 42 atletas que compiten en 16 deportes.

## Medallistas
| Medalla | Nombre           | Deporte           | Acontecimiento       | Fecha  |
| ------- | ---------------- | ----------------- | -------------------- | ------ |
|         | Briseida Acosta  | Taekwondo         | +63Kg femenino       | 19 Ago |
|         | Alejandro Valdés | Taekwondo         | 63Kg masculino       | 17 Ago |
|         | Aremi Fuentes    | Halterofilia      | 63 kg femenino       | 17 Ago |
|         | Adriana Barraza  | Triatlón          | Relevo Mixto         | 19 Ago |
|         | Jorge Camacho    | Pentatlón moderno | Individual masculino | 22 Ago |
|         | Pedro Castañeda  | Piragüismo        | C1                   | 22 Ago |
|         | Ivan Garcia      | Clavados          | 10 m Plataforma      | 24 Ago |
|         | Ingrid Drexel    | Ciclismo          | BMX Femenino         | 19 Ago |

## Arquería
Chicos
| Atleta       | Evento               | Ronda Clasificatoria | Ronda Clasificatoria | Ronda de 32        | Ronda de 16        | Cuartos de final   | Semifinales        | Final              | Final |
| Atleta       | Evento               | Puntuación           | Rank                 | Oponente Resultado | Oponente Resultado | Oponente Resultado | Oponente Resultado | Oponente Resultado | Rank  |
| ------------ | -------------------- | -------------------- | -------------------- | ------------------ | ------------------ | ------------------ | ------------------ | ------------------ | ----- |
| Jafet Farjat | Individual Masculino | 312                  | 32                   | Oever (NED) L 2-6  | No avanzó          | No avanzó          | No avanzó          | No avanzó          | 17    |

Chicas
| Atleta           | Evento              | Ronda Clasificatoria | Ronda Clasificatoria | Ronda de 32        | Ronda de 16         | Cuartos de final    | Semifinales        | Final                                            | Final |
| Atleta           | Evento              | Puntuación           | Rank                 | Oponente Resultado | Oponente Resultado  | Oponente Resultado  | Oponente Resultado | Oponente Resultado                               | Rank  |
| ---------------- | ------------------- | -------------------- | -------------------- | ------------------ | ------------------- | ------------------- | ------------------ | ------------------------------------------------ | ----- |
| 'Mariana Avitia' | Individual Femenino | 637                  | 4                    | Ray (BAN) W 6-0    | Alarcon (ESP) W 7-1 | Gobbles (BEL) W 6-2 | Kwak (KOR) L 4-6   | Partido de Medalla del bronce Segina (RUS) L 2-6 | 4     |

Equipo mixto
| Atleta           | Evento       | Socio           | Ronda de 32                          | Ronda de 16        | Quarterfinals      | Semifinales        | Final              | Final |
| Atleta           | Evento       | Socio           | Oponente Resultado                   | Oponente Resultado | Oponente Resultado | Oponente Resultado | Oponente Resultado | Rank  |
| ---------------- | ------------ | --------------- | ------------------------------------ | ------------------ | ------------------ | ------------------ | ------------------ | ----- |
| Jafet Farjat     | Equipo mixto | Cheok (SIN)     | / (CHN) / (ITA) Song / Pianesi L 0-6 | No avanzó          | No avanzó          | No avanzó          | No avanzó          | 17    |
| 'Mariana Avitia' | Equipo mixto | Hautamaki (FIN) | / (JPN) / (TPE) Okubo / Ku L 0-6     | No avanzó          | No avanzó          | No avanzó          | No avanzó          | 17    |

## Atletismo

### Masculino
Pista y Carretera
| Atletas       | Evento          | Calificación | Calificación | Final     | Final |
| Atletas       | Evento          | Resultado    | Rango        | Resultado | Rank  |
| ------------- | --------------- | ------------ | ------------ | --------- | ----- |
| Hector Ruiz   | 100m individual | 11.05        | 11 qB        | 10.87     | 10    |
| Cesar Ramirez | 110m vallas     | DSQ qC       | DSQ qC       | 14.03     | 13    |
| Jesus Vega    | 10 km Caminata  | -            | -            | 46:08.16  | 7     |

Acontecimientos de campo
| Atletas        | Evento                            | Calificación | Calificación | Final     | Final |
| Atletas        | Evento                            | Resultado    | Rank         | Resultado | Rank  |
| -------------- | --------------------------------- | ------------ | ------------ | --------- | ----- |
| Diego Del Real | Lanzamiento de Martillo Masculino | 66.44        | 10 qB        | 69.66     | 9     |

### Femenino
Pista y Carretera
| Atletas           | Evento        | Final     | Final |
| Atletas           | Evento        | Resultado | Rank  |
| ----------------- | ------------- | --------- | ----- |
| Yanelli Caballero | 5 km Caminata | 22:42.15  | 5     |

Acontecimientos de campo
| Atletas       | Evento                | Calificación | Calificación | Final     | Final |
| Atletas       | Evento                | Resultado    | Rank         | Resultado | Rank  |
| ------------- | --------------------- | ------------ | ------------ | --------- | ----- |
| Ivonne Rangel | Salto Triple Femenino | 12.07        | 9 qB         | 12.31     | 9     |
| Tiziana Ruiz  | Salto con pértiga     | 3.50         | 13 qB        | 3.45      | 10    |

## Bádminton

### Masculino
| Atleta       | Evento               | Etapa de grupos                 | Etapa de grupos               | Etapa de grupos                   | Etapa de grupos | Cuartos de final | Semifinal | Final     | Rango |
| Atleta       | Evento               | Partido 1                       | Partido 2                     | Partido 3                         | Rango           | Cuartos de final | Semifinal | Final     | Rango |
| ------------ | -------------------- | ------------------------------- | ----------------------------- | --------------------------------- | --------------- | ---------------- | --------- | --------- | ----- |
| Job Castillo | Individual Masculino | Kang (KOR) L 0-2 (12-21, 17-21) | Lam (EUA) W 2-0 (21-18, 21-9) | Chongo (ZAM) W 2-0 (21-14, 21-10) | 2               | No avanzó        | No avanzó | No avanzó |       |

### Femenino
| Atleta         | Evento              | Etapa de grupos                 | Etapa de grupos                   | Etapa de grupos                  | Etapa de grupos | Cuartos de final | Semifinal | Final     | Rank |
| Atleta         | Evento              | Partido 1                       | Partido 2                         | Partido 3                        | Rank            | Cuartos de final | Semifinal | Final     | Rank |
| -------------- | ------------------- | ------------------------------- | --------------------------------- | -------------------------------- | --------------- | ---------------- | --------- | --------- | ---- |
| Mariana Ugalde | Individual Femenino | Cheah (MAS) L 0-2 (14-21, 9-21) | Tunali (TUR) L 0-2 (11-21, 18-21) | Azeez (NGR) W 2-0 (21-19, 21-14) | 3               | No avanzó        | No avanzó | No avanzó |      |

## Boxeo

### Masculino
| Atleta            | Evento        | Preliminaries      | Tercer sitio              | Rank |
| ----------------- | ------------- | ------------------ | ------------------------- | ---- |
| Daniel Echeverria | Ligero (60kg) | Mather (AUS) L 7-8 | Vikas (IND) L DSQ R3 0:58 | 4    |

## Canotaje

### Masculino
| Atleta          | Evento    | Contrarreloj | Contrarreloj | Ronda 1                      | Ronda 2 (Rep)                  | Ronda 3                           | Ronda 4                        | Ronda 5                        | Final     |
| Atleta          | Evento    | Tiempo       | Rank         | Ronda 1                      | Ronda 2 (Rep)                  | Ronda 3                           | Ronda 4                        | Ronda 5                        | Final     |
| --------------- | --------- | ------------ | ------------ | ---------------------------- | ------------------------------ | --------------------------------- | ------------------------------ | ------------------------------ | --------- |
| Pedro Castaneda | C1 Slalom | DSQ          | DSQ          | No avanzó                    | No avanzó                      | No avanzó                         | No avanzó                      | No avanzó                      | No avanzó |
| Pedro Castaneda | C1 Sprint | 1:46.64      | 6            | Wang (CHN) W 1:48.37-2:05.51 | Kutsev (AZE) W 1:49.45-1:54.97 | 'Queiroz' (BRA) W 1:49.74-1:53.21 | Melnyk (UKR) L 1:51.20-1:51.11 | Liferi (ROU) W 1:53.45-1:54.24 |           |

## Ciclismo

### Cross Country
| Atleta        | Evento                  | Tiempo  | Puntos | Rank |
| ------------- | ----------------------- | ------- | ------ | ---- |
| Carlos Moran  | Cross Country Masculino | 1:01:01 | 30     | 5    |
| Ingrid Drexel | Cross Country Femenino  | 51:55   | 21     | 7    |

### Contrarreloj
| Atleta          | Evento                 | Tiempo  | Puntos | Rank |
| --------------- | ---------------------- | ------- | ------ | ---- |
| Ulises Castillo | Contrarreloj Masculino | 4:17.82 | 30     | 18   |
| Ingrid Drexel   | Contrarreloj Femenino  | 3:25.37 | 8      |      |

### BMX
| Atleta              | Evento        | Ronda Clasificatoria | Ronda Clasificatoria | Cuartos de final | Cuartos de final | Cuartos de final | Cuartos de final | Cuartos de final | Cuartos de final | Cuartos de final | Semifinales | Semifinales | Semifinales | Semifinales | Semifinales | Semifinales | Final       | Final  | Rank |
| Atleta              | Evento        | Ronda Clasificatoria | Ronda Clasificatoria | Carrera 1        | Carrera 1        | Carrera 2        | Carrera 2        | Carrera 3        | Carrera 3        | Rank             | Carrera 1   | Carrera 1   | Carrera 2   | Carrera 2   | Carrera 3   | Carrera 3   | Final       | Final  | Rank |
| Atleta              | Evento        | Tiempo               | Rank                 | Tiempo           | Rank             | Tiempo           | Rank             | Tiempo           | Rank             | Rank             | Tiempo      | Rank        | Tiempo      | Rank        | Tiempo      | Rank        | Tiempo      | Puntos | Rank |
| ------------------- | ------------- | -------------------- | -------------------- | ---------------- | ---------------- | ---------------- | ---------------- | ---------------- | ---------------- | ---------------- | ----------- | ----------- | ----------- | ----------- | ----------- | ----------- | ----------- | ------ | ---- |
| Christopher Mireles | BMX Masculino | 33.737               | 17                   | 36.085           | 5                | 33.243           | 3                | 36.738           | 5                | 5                | No adelantó | No adelantó | No adelantó | No adelantó | No adelantó | No adelantó | No adelantó | 72     | 17   |
| Ingrid Drexel       | BMX Femenino  | 44.350               | 13                   | 43.267           | 4                | 43.826           | 5                | 48.147           | 6                | 5                | No adelantó | No adelantó | No adelantó | No adelantó | No adelantó | No adelantó | No adelantó | 40     | 13   |

### Race Road
| Atleta              | Evento              | Tiempo  | Puntos | Rank |
| ------------------- | ------------------- | ------- | ------ | ---- |
| Ulises Castillo     | Race Road Masculino | 1:05:44 | 20*    | 4    |
| Carlos Moran        | Race Road Masculino | 1:05:44 |        | 20   |
| Christopher Mireles | Race Road Masculino | 1:16:48 |        | 67   |

### En general
| Equipo                                                         | Evento       | Cross Country | Cross Country | Contrarreloj | Contrarreloj | BMX  | BMX | Road Race | Total | Rank |
| Equipo                                                         | Evento       | Masc          | Fem           | Masc         | Fem          | Masc | Fem | Road Race | Total | Rank |
| -------------------------------------------------------------- | ------------ | ------------- | ------------- | ------------ | ------------ | ---- | --- | --------- | ----- | ---- |
| Ingrid Drexel Carlos Moran Ulises Castillo Christopher Mireles | Equipo mixto | 30            | 21            | 30           | 8            | 72   | 40  | 20*       | 221   | 6    |

- * Recibido -5 por acabar road race con tres racers

## Clavados

### Masculino
| Atleta        | Evento         | Preliminar | Preliminar | Final  | Final |
| Atleta        | Evento         | Puntos     | Rank       | Puntos | Rank  |
| ------------- | -------------- | ---------- | ---------- | ------ | ----- |
| 'Ivan Garcia' | 3m Trampolín   | 443.80     | 12 Q       | 497.80 | 11    |
| 'Ivan Garcia' | 10m Plataforma | 505.55     | 3 Q        | 515.70 |       |

### Femenino
| Atleta         | Evento         | Preliminar | Preliminar | Final  | Final |
| Atleta         | Evento         | Puntos     | Rank       | Puntos | Rank  |
| -------------- | -------------- | ---------- | ---------- | ------ | ----- |
| Teresa Vallejo | 3m Trampolín   | 360.35     | 7 Q        | 348.90 | 11    |
| Teresa Vallejo | 10m Plataforma | 361.20     | 8 Q        | 355.10 | 9     |

## Gimnasia

### Gimnasia artística
Masculino
| Atleta           | Evento                            | Clasificación | Clasificación | Clasificación       | Clasificación       | Clasificación | Clasificación | Clasificación    | Clasificación    | Clasificación    | Clasificación    | Clasificación    | Clasificación    | Final      | Final |
| Atleta           | Evento                            | Piso          | Piso          | Caballo con arzones | Caballo con arzones | Anillos       | Anillos       | Salto de Caballo | Salto de Caballo | Barras paralelas | Barras paralelas | Barra horizontal | Barra horizontal | Total      | Total |
| Atleta           | Evento                            | Puntuación    | Rank          | Puntuación          | Rank                | Puntuación    | Rank          | Puntuación       | Rank             | Puntuación       | Rank             | Puntuación       | Rank             | Puntuación | Rank  |
| ---------------- | --------------------------------- | ------------- | ------------- | ------------------- | ------------------- | ------------- | ------------- | ---------------- | ---------------- | ---------------- | ---------------- | ---------------- | ---------------- | ---------- | ----- |
| Javier Cervantes | Calificación Masculina Individual | 12.700        | 32            | 12.150              | 28                  | 13.550        | 18            | 15.800           | 4 Q              | 12.500           | 28               | 12.500           | 30               | 79.200     | 30    |
| Javier Cervantes | Salto de Caballo Masculino        |               |               |                     |                     |               |               | 15.850           | 4Q               |                  |                  |                  |                  | 14.850     | 7     |

Femenino
| Atleta        | Evento                           | Salto de Caballo | Salto de Caballo | Barras desiguales | Barras desiguales | Viga       | Viga | Piso       | Piso | Total      | Total |
| Atleta        | Evento                           | Puntuación       | Rank             | Puntuación        | Rank              | Puntuación | Rank | Puntuación | Rank | Puntuación | Rank  |
| ------------- | -------------------------------- | ---------------- | ---------------- | ----------------- | ----------------- | ---------- | ---- | ---------- | ---- | ---------- | ----- |
| Karla Salazar | Calificación Femenina Individual | 13.200           | 22               | 12.200            | 18                | 13.300     | 13   | 0.000      | 42   | 38.700     | 40    |

### Gimnasia rítmica
| Atleta                         | Acontecimiento                 | Calificación | Calificación | Calificación | Calificación | Calificación | Calificación | Final     | Final     | Final     | Final     | Final     | Final     |
| Atleta                         | Acontecimiento                 | Cuerda       | Hoop         | Pelota       | Clubes       | Total        | Rank         | Cuerda    | Hoop      | Pelota    | Clubes    | Total     | Rank      |
| ------------------------------ | ------------------------------ | ------------ | ------------ | ------------ | ------------ | ------------ | ------------ | --------- | --------- | --------- | --------- | --------- | --------- |
| Isha Elienai Sanchez Hernandez | All-Around Femenino Individual | 20.725       | 19.875       | 19.250       | 19.350       | 79.200       | 17           | No avanzó | No avanzó | No avanzó | No avanzó | No avanzó | No avanzó |

## Judo

### Individual
| Atleta          | Evento           | Ronda 1            | Ronda 2                | Repesca                    | Semifinales        | Final              | Rank |
| Atleta          | Evento           | Oponente Resultado | Oponente Resultado     | Oponente Resultado         | Oponente Resultado | Oponente Resultado | Rank |
| --------------- | ---------------- | ------------------ | ---------------------- | -------------------------- | ------------------ | ------------------ | ---- |
| Fernando Vanoye | -100Kg masculino | BYE                | Piepke (GER) L 000-001 | Toktogonov (KGZ) L 001-101 | No avanzó          | No avanzó          | 9    |

### Equipo
| Equipo | Evento       | Ronda 1            | Ronda 2            | Semifinales        | Final              | Clasificación |
| Equipo | Evento       | Oponente Resultado | Oponente Resultado | Oponente Resultado | Oponente Resultado | Clasificación |
| --- | ------------ | ------------------ | ------------------ | ------------------ | ------------------ | ------------- |
| Paris Barbara Batizi (HUN) Patrick Marxer (LIE) Maja Rasinska (POL) Farshid Ghasemi Asl (IRI) Sophina Arrey (CMR) Khasan Khalmurzaev (RUS) Sana Khelifi (ALG) Fernando Vanoye (MEX) | Equipo mixto | Tokyo L 3-5        | No avanzó          | No avanzó          | No avanzó          | 9             |

## Moderno Pentatlón
| Atleta                                     | Evento               | Esgrima    | Esgrima | Esgrima | Natación | Natación | Natación | Carrera y Tiro | Carrera y Tiro | Carrera y Tiro | Puntos totales | Rank Final |
| Atleta                                     | Evento               | Resultados | Puntos  | Rank    | Tiempo   | Puntos   | Rank     | Tiempo         | Puntos         | Rank           | Puntos totales | Rank Final |
| ------------------------------------------ | -------------------- | ---------- | ------- | ------- | -------- | -------- | -------- | -------------- | -------------- | -------------- | -------------- | ---------- |
| Jorge Camacho                              | Individual Masculino | 16-7       | 1000    | 3       | 2:13.28  | 1204     | 16       | 11:04.05       | 2344           | 5              | 4548           |            |
| Tamara Vega                                | Individual Femenino  | 10-13      | 760     | 13      | 2:24.07  | 1072     | 10       | 12:39.30       | 1964           | 5              | 3796           | 9          |
| / Emily Greenan /Jorge Camacho (IRL)/(MEX) | Relevo Mixto         | 55-37      | 910     | 4       | 2:06.35  | 1284     | 13       | 16:11.37       | 2196           | 12             | 4390           | 10         |
| / Tamara Vega /Eric Kruger (MEX)/(GER)     | Relevo mixto         | 49-43      | 850     | 8       | 2:07.95  | 1268     | 17       | 15:23.66       | 2388           | 4              | 4506           | 5          |

## Natación
| Atletas            | Evento                | Clasificación | Clasificación | Semifinal | Semifinal | Final     | Final     |
| Atletas            | Evento                | Tiempo        | Rank          | Tiempo    | Posición  | Tiempo    | Posición  |
| ------------------ | --------------------- | ------------- | ------------- | --------- | --------- | --------- | --------- |
| Lourdes Villasenor | 100m Espalda Femenino | 1:06.29       | 23            | No avanzó | No avanzó | No avanzó | No avanzó |
| Lourdes Villasenor | 200m Espalda Femenino | 2:21.77       | 21            | No avanzó | No avanzó | No avanzó | No avanzó |

## Taekwondo
| Atleta           | Acontecimiento  | Preliminar          | Quarterfinal           | Semifinal              | Final                | Rango |
| ---------------- | --------------- | ------------------- | ---------------------- | ---------------------- | -------------------- | ----- |
| Alejandro Valdes | -63kg Masculino | Madnini (LBA) W 8-7 | Minin (RUS) W 8-6      | Seo (KOR) L 0-5        | No avanzó            |       |
| Jose Ramos       | +73kg Masculino | Alsadeq (JOR) L 5-6 | No avanzó              | No avanzó              | No avanzó            | 5     |
| Monica Chavez    | -55kg Femenino  | BYE                 | 'Jones' (GBR) L 4-7    | No avanzó              | No avanzó            | 5     |
| Ana Perez        | -63kg Femenino  | BYE                 | Irigoien (ESP) L 4-5   | No avanzó              | No avanzó            | 5     |
| Briseida Acosta  | +63kg Femenino  | BYE                 | 'Ivanova' (RUS) W 12-7 | Taoussara (FRA) W 7+-7 | 'Shuyin' (CHN) L 1-2 |       |

## Tiro

### Pistola
| Atleta       | Evento                     | Cualificación | Cualificación | Final      | Final     | Final |
| Atleta       | Evento                     | Puntuación    | Rank          | Puntuación | Total     | Rank  |
| ------------ | -------------------------- | ------------- | ------------- | ---------- | --------- | ----- |
| Julio Nava   | 10m Pistola Aire Masculino | 559           | 14            | No avanzó  | No avanzó | 14    |
| Mariana Nava | 10m Pistola Aire Femenino  | 366           | 17            | No avanzó  | No avanzó | 17    |

### Rifle
| Atleta               | Evento                      | Cualificación | Cualificación | Cualificación | Final      | Final     | Final |
| Atleta               | Evento                      | Puntuación    | Brote-Fuera   | Rank          | Puntuación | Total     | Rank  |
| -------------------- | --------------------------- | ------------- | ------------- | ------------- | ---------- | --------- | ----- |
| Erick Arzate Marchan | 10m Rifle de Aire Masculino | 587           | 52.1          | 7 Q           | 101.4      | 688.4     | 6     |
| Isamar Guerrero      | 10 Rifle de Aire Femenino   | 385           | 17            | 17            | No avanzó  | No avanzó | 17    |

## Triatlón

### Femenino
| Atleta          | Evento              | Natación | Transición 1 | Ciclismo | Transición 2 | Carrera | Total      | Rank |
| --------------- | ------------------- | -------- | ------------ | -------- | ------------ | ------- | ---------- | ---- |
| Adriana Barraza | Individual Femenino | 10:02    | 0:35         | 31:41    | 0:23         | 19:07   | 1:01:48.57 | 4    |

### Masculino
| Atleta        | Evento               | Natación | Transición 1 | Ciclismo | Transición 2 | Carrera | Total    | Rank |
| ------------- | -------------------- | -------- | ------------ | -------- | ------------ | ------- | -------- | ---- |
| Luis Oliveros | Individual Masculino | 8:59     | 0:31         | 29:47    | 0:27         | 17:22   | 57:06.35 | 13   |

### Mixto
| Atletas                                                               | Acontecimiento | Tiempo por Atleta       | Tiempo Total | Rank |
| --------------------------------------------------------------------- | -------------- | ----------------------- | ------------ | ---- |
| América 1 Whitley (EUA) McDowell (EUA) Barraza (MEX) Diaz (ARG)       | Relevo Mixto   | 20:22 18:29 21:44 19:23 | 1:19:58.88   |      |
| América 2 Ridenour (CAN) Oliveros (MEX) Longueira (CHI) Andrade (ECU) | Relevo Mixto   | 20:21 18:47 23:07 20:15 | 1:22:30.15   | 5    |

## Halterofilia
| Atleta        | Evento          | Levantamiento | Limpio & Jerk | Total | Rango |
| ------------- | --------------- | ------------- | ------------- | ----- | ----- |
| Moises Sotelo | +85kg Masculino | 132           | 157           | 289   | 6     |
| Aremi Fuentes | 63kg Femenino   | 88            | 106           | 194   |       |

## Wrestling
| Atleta                  | Acontecimiento | Pool                                      | Pool | Final                                                       | Rango |
| Atleta                  | Acontecimiento | Grupos                                    | Rank | Final                                                       | Rango |
| ----------------------- | -------------- | ----------------------------------------- | ---- | ----------------------------------------------------------- | ----- |
| Pedro Ramirez Camarillo | 58kg Masculino | Lytvynov (UKR) L 1@–2 (2@–0, 1@–1+, 1-1+) | 3    | 5.º Partido de Sitio Kranitz (HUN) W 2@–1 (1@–0, 1-5, 7@–4) | 5     |
| Pedro Ramirez Camarillo | 58kg Masculino | Gregory (RSA) W 2@–1 (6@–0, 1-3, 3@–0)    | 3    | 5.º Partido de Sitio Kranitz (HUN) W 2@–1 (1@–0, 1-5, 7@–4) | 5     |
| Pedro Ramirez Camarillo | 58kg Masculino | Suleymanov (RUS) L 0@–2 (1@–4, 0@–1)      | 3    | 5.º Partido de Sitio Kranitz (HUN) W 2@–1 (1@–0, 1-5, 7@–4) | 5     |

## Vela

### Windsurf
| Atleta       | Evento               | Carrera | Carrera | Carrera | Carrera | Carrera | Carrera | Carrera | Carrera | Carrera | Carrera | Carrera | Puntos | Rank |
| Atleta       | Evento               | 1       | 2       | 3       | 4       | 5       | 6       | 7       | 8       | 9       | 10      | M*      | Puntos | Rank |
| ------------ | -------------------- | ------- | ------- | ------- | ------- | ------- | ------- | ------- | ------- | ------- | ------- | ------- | ------ | ---- |
| Jose Davila  | Techno 293 masculino | RAF     | 16      | 4       | 11      | 14      | 12      | 11      | 16      | 12      | 16      | 18      | 130    | 14   |
| Diana Valera | Techno 293 femenino  | 13      | 13      | 15      | 11      | 15      | 7       | 13      | 13      | 13      | 13      | 13      | 124    | 12   |